# Штраден
Штраден (нем. Straden) — ярмарочная коммуна (нем. Marktgemeinde) в Австрии, в федеральной земле Штирия. 
Входит в состав округа Зюдостштайермарк.  Население составляет 1672 человека (на 31 декабря 2005 года). Занимает площадь 19,44 км². Официальный код  —  61517.

## Политическая ситуация
Бургомистр коммуны — Альфред Шустер (АНП) по результатам выборов 2005 года.
Совет представителей коммуны (нем. Gemeinderat) состоит из 15 мест.
- АНП занимает 10 мест.
- АПС занимает 2 места.
- Зелёные занимают 2 места.
- СДПА занимает 1 место.